# Mihai Morar
Mihai Ionuț Morar (n. 14 octombrie 1981, Baia Mare, România) este un realizator de televiziune și de radio, redactor și DJ român. 
Mihai Morar prezintă emisiunea matinală la Radio ZU, împreună cu Daniel Buzdugan. A mai prezentat emisiunea Răi da' Buni pe postul de televiziune Antena Stars. În trecut, a fost jurat la emisiunea X Factor, în primul sezon, unde a câștigat alături de concurentul său, Andrei Leonte.
În 2020, a lansat podcastul Fain și Simplu pentru mediul online.
În perioada 2006-2011, Mihai Morar și colegul său Daniel Buzdugan au fost acuzați în repetate rânduri că au furat texte de la bloggeri și ziare, texte pe care le citeau pe post fără a avea permisiunea și credita sursa. Unul dintre aceștia, Radu Bazavan, i-a dat în judecată în 2011. Procesul s-a întins pe 7 ani, până când fapta s-a prescris. 